# Nazionale maschile under 19 di football americano di Panama
La Nazionale di football americano Under-19 di Panama è la selezione maschile di football americano della AFFP, che rappresenta Panama nelle varie competizioni ufficiali o amichevoli riservate a squadre nazionali Under-19.

## Risultati
Legenda: Grassetto: Risultato migliore, Corsivo: Mancate partecipazioni

## Dettaglio stagioni

### Tornei

#### NFL-GJC
| Stagione | regular season | regular season | regular season | regular season | regular season | regular season | playoff | playoff | playoff | playoff | playoff | playoff      | playoff     |
|          | Vin            | Par            | Per            | Tot            | PF             | PS             | Vin     | Per     | Tot     | PF      | PS      | risultato    | avversaria  |
| -------- | -------------- | -------------- | -------------- | -------------- | -------------- | -------------- | ------- | ------- | ------- | ------- | ------- | ------------ | ----------- |
| 2000     |                |                |                |                |                |                | 0       | 2       | 2       | 0       | 58      | Quarto posto | Stati Uniti |
| 2007     | 0              | 0              | 2              | 2              | 0              | 33             | 1       | 0       | 1       | 14      | 6       | Quinto posto | Francia     |
| Totale   | 0              | 0              | 2              | 2              | 0              | 33             | 1       | 2       | 3       | 14      | 64      |              |             |

Fonte: americanfootballitalia.com

#### Campionato mondiale

##### Fase finale
| Stagione | regular season | regular season | regular season | regular season | regular season | regular season | playoff | playoff | playoff | playoff | playoff | playoff      | playoff    |
|          | Vin            | Par            | Per            | Tot            | PF             | PS             | Vin     | Per     | Tot     | PF      | PS      | risultato    | avversaria |
| -------- | -------------- | -------------- | -------------- | -------------- | -------------- | -------------- | ------- | ------- | ------- | ------- | ------- | ------------ | ---------- |
| 2012     |                |                |                |                |                |                | 0       | 3       | 3       | 20      | 145     | Ottavo posto | Svezia     |
| Totale   |                |                |                |                |                |                | 0       | 3       | 3       | 20      | 145     |              |            |

Fonte: americanfootballitalia.com

##### Qualificazioni
| Stagione | regular season | regular season | regular season | regular season | regular season | regular season | playoff | playoff | playoff | playoff | playoff | playoff   | playoff    |
|          | Vin            | Par            | Per            | Tot            | PF             | PS             | Vin     | Per     | Tot     | PF      | PS      | risultato | avversaria |
| -------- | -------------- | -------------- | -------------- | -------------- | -------------- | -------------- | ------- | ------- | ------- | ------- | ------- | --------- | ---------- |
| 2009     |                |                |                |                |                |                | 1       | 1       | 2       | 52      | 32      |           | Messico    |
| 2014     |                |                |                |                |                |                | 0       | 1       | 1       | ?       | ?       |           | Messico    |
| Totale   |                |                |                |                |                |                | 1       | 2       | 3       | 52+?    | 32+?    |           |            |

Fonte: americanfootballitalia.com

### Riepilogo partite disputate
| Anno | Luogo             | Evento   | Fase del torneo      | Incontro                 | Risultato |
| 2000 | Atlanta           | NFL-GJC  | Semifinale           | Europa - Panama          | 20 - 0    |
| 2000 | Atlanta           | NFL-GJC  | Finale 3º - 4º posto | Stati Uniti - Panama     | 38 - 0    |
| 2007 | Fort Lauderdale   | NFL-GJC  | Girone               | Messico - Panama         | 6 - 0     |
| 2007 | Fort Lauderdale   | NFL-GJC  | Girone               | Panama - Stati Uniti     | 0 - 27    |
| 2007 | Fort Lauderdale   | NFL-GJC  | Finale               | Panama - Francia         | 14 - 6    |
| 2009 | Panama            | Mondiale | Qualificazioni       | Panama - Bahamas         | 52 - 6    |
| 2009 | Città del Messico | Mondiale | Qualificazioni       | Messico - Panama         | 26 - 0    |
| 2012 | Austin            | Mondiale | Quarti di finale     | Panama - Austria         | 0 - 40    |
| 2012 | Austin            | Mondiale | Semifinale           | Panama - Samoa Americane | 0 - 51    |
| 2012 | Austin            | Mondiale | Finale 7º - 8º posto | Svezia - Panama          | 54 - 20   |
| 2014 | ?                 | Mondiale | Qualificazioni       | Messico - Panama         | v - p     |

## Confronti con le altre Nazionali
Questi sono i saldi di Panama nei confronti delle Nazionali incontrate.

### Saldo positivo
| Nazionale | Giocate | Vinte | Pareggiate | Perse | PF | PS | Ultima vittoria | Ultimo pari | Ultima sconfitta |
| --------- | ------- | ----- | ---------- | ----- | -- | -- | --------------- | ----------- | ---------------- |
| Bahamas   | 1       | 1     | 0          | 0     | 52 | 6  | 2009            | -           | -                |
| Francia   | 1       | 1     | 0          | 0     | 14 | 6  | 2007            | -           | -                |

### Saldo negativo
| Nazionale       | Giocate | Vinte | Pareggiate | Perse | PF  | PS   | Ultima vittoria | Ultimo pari | Ultima sconfitta |
| --------------- | ------- | ----- | ---------- | ----- | --- | ---- | --------------- | ----------- | ---------------- |
| Europa†         | 1       | 0     | 0          | 1     | 0   | 20   | -               | -           | 2000             |
| Messico         | 3       | 0     | 0          | 3     | 0+? | 32+? | -               | -           | 2014             |
| Svezia          | 1       | 0     | 0          | 1     | 20  | 54   | -               | -           | 2012             |
| Austria         | 1       | 0     | 0          | 1     | 0   | 40   | -               | -           | 2012             |
| Samoa Americane | 1       | 0     | 0          | 1     | 0   | 51   | -               | -           | 2012             |
| Stati Uniti     | 2       | 0     | 0          | 2     | 0   | 65   | -               | -           | 2007             |